# Gastrophryne
Gastrophryne és un gènere de granotes de la família Microhylidae que es troba des dels Estats Units fins a Costa Rica.

## Taxonomia
- Gastrophryne carolinensis (Holbrook, 1835).
- Gastrophryne elegans (Boulenger, 1882).
- Gastrophryne olivacea (Hallowell, 1856).
- Gastrophryne pictiventris (Cope, 1886).
- Gastrophryne usta (Cope, 1866).